# Сангушко, Евстахий Эразм
Князь Евстахий Эразм Сангу́шко, в российских документах Евста́фий Иерони́мович Сангу́шко (пол. Eustachy Erazm Sanguszko; 26 октября 1768 — 2 декабря 1844) — польский военачальник, мемуарист, владелец Подгорецкого замка.

## Биография
Выходец из древнего и богатого княжеского рода, единственный сын последнего воеводы волынского Иеронима Януша Сангушко (1743—1812) и Цецилии Урсулы Потоцкой (1747—1772). Получил образование в военной академии в Страсбурге, затем служил во французской армии, в польскую армию принят ротмистром (1789).
В ходе русско-польской войны 1792 года отличился в битве под Зеленцами и стал одним из первых 14 кавалеров самого почётного польского военного ордена Virtuti militari. После поражения поляков принят на русскую службу тем же чином (бригадир), командовал Кинбурнским драгунским полком.
В 1794 году во время восстания Костюшко, примкнул к повстанцам, генерал-майор повстанческой армии. После поражения восстания вновь принял русское подданство, жил в своих огромных поместьях на Волыни.

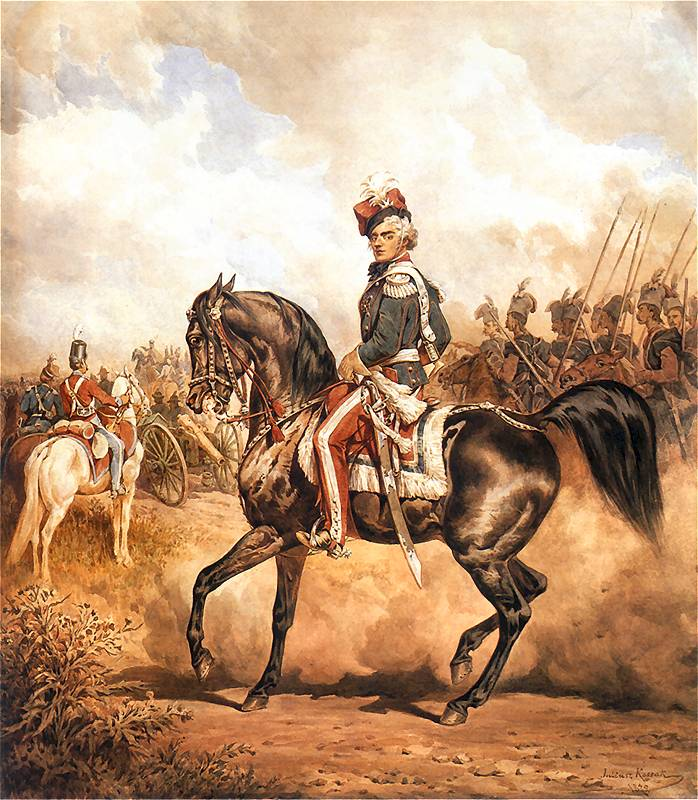
Художник Юлиуш Коссак, 1871

В 1812 году вступил во французскую службу, бригадный генерал, находился в свите императора Наполеона I во время похода на Россию в качестве одного из трёх польских генерал-адъютантов императора, наряду с Йозефом Коссаковским и Людвиком Пацем. Кавалер Ордена Почётного легиона. В России его имения были отобраны в казну.
Наполеон произвёл Сангушко в дивизионные генералы (1813). После поражения Наполеона в третий раз выехал в Россию, был прощён императором Александром I и до конца жизни проживал в своих поместьях, которые ему вернули обратно. Среди этих поместий числились Славута, Тарнов, Антонины, Белогородка, Шепетовка и другие.
Женат на Марии Клементине, урождённой графине Чарторыйской. Написал воспоминания (1815), содержащие, в том числе, описание Отечественной войны 1812 года. Воспоминания изданы в Кракове (1876), русский перевод (в извлечении) помещён в «Историческом вестнике» (август и сентябрь 1898). Назначен Волынским губернским предводителем дворянства, член Галицкого сословного сейма от магнатов.
Сыновья: Роман и Владислав.

## Источник
- Отечественная война 1812 года. Энциклопедия. Москва, РОССПЭН, 2004, стр. 638.